# Fermín Vélez
Fermín Vélez Bisbe (Barcelona, España; 3 de abril de 1959-Ib; 31 de marzo de 2003) fue el primer piloto de automovilismo español en destacar en los Estados Unidos. Obtuvo dos veces la Copa Mundial de Resistencia - C2 (1987 y 1989), una vez el Campeonato IMSA GT (1995) y ganó las 24 Horas de Le Mans en las categorías C2 (1987) y en Prototipos (1998) y dos veces las 12 Horas de Sebring (1995 y 1997).

## Trayectoria

### Inicios

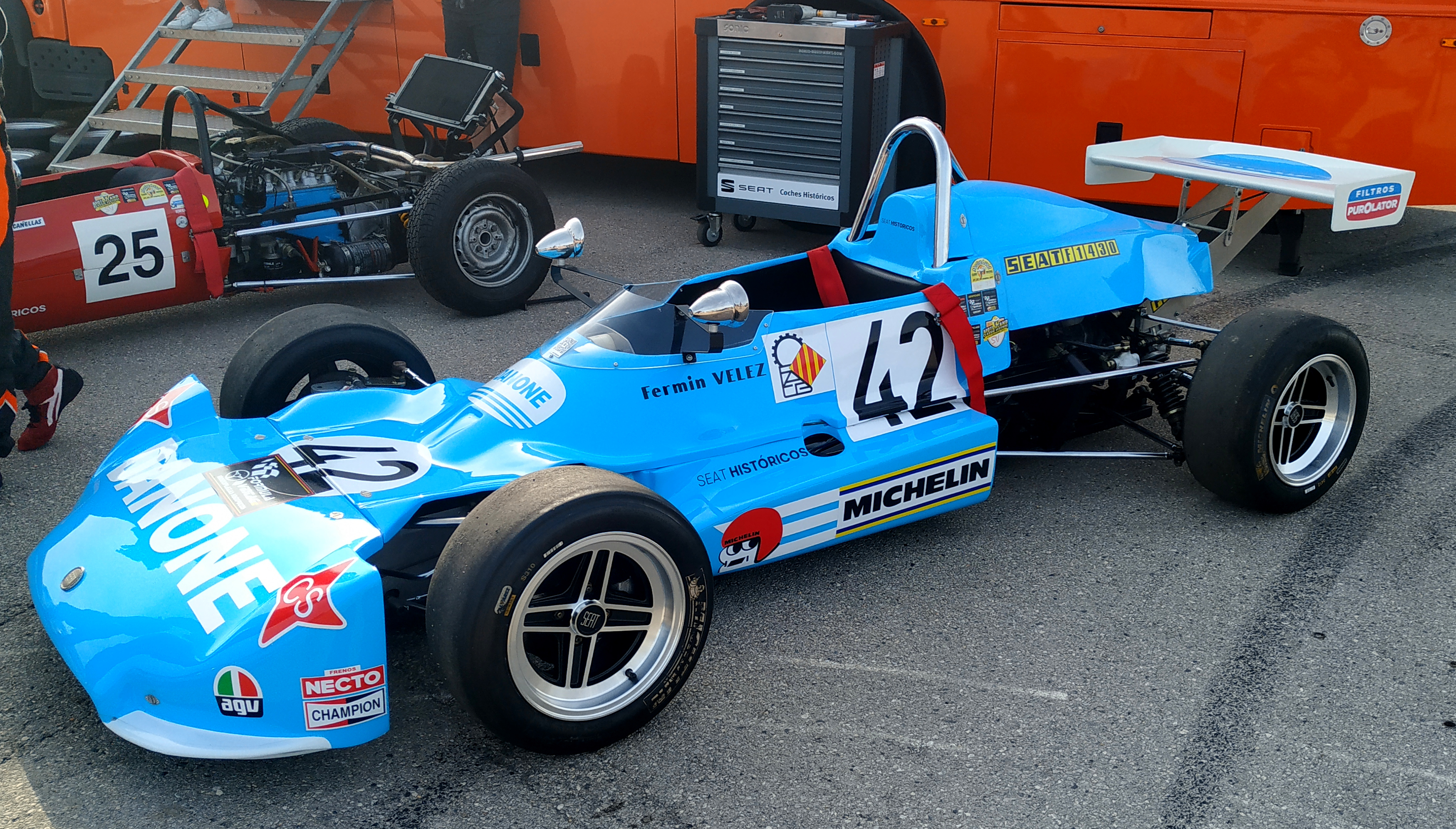
Fórmula 1430 de Fermín Vélez restaurado (2022)

Tras iniciarse en el karting en los años 70, se proclamó campeón de Cataluña en 1975 y en 1976, donde también fue campeón de España, Fermín Vélez entró en el automovilismo a través de la Fórmula 1430, donde quedó cuarto en su primera participación a tiempo completo en 1977 con cuatro podios como resultados más destacados. Tras ello fue seleccionado para el Equipo Nacional Español, que disputó la F3 Británica y algunas carreras de la F3 Europea durante dos temporadas, en 1978 (con el Vandervell) y en 1979. En esta etapa estuvo acompañado por el entonces mecánico Joan Villadelprat y por su compañero de equipo Jordi Catón. Sin la preparación ni experiencia internacional que requería el proyecto, no consiguió destacar entre tantos pilotos europeos de gran nivel y para 1980 se encontró sin ganas ni posibilidades para continuar adelante en su trayectoria ascendente en los fórmulas.

### Montaña
Pero en 1982 Juan Fernández, que se encontraba en sus últimos momentos como piloto dominante en el Campeonato de España de Montaña, lo vio como su possible sucesor y pupilo, y rescató su talento del Servicio Militar Obligatorio para las subidas de montaña. Primero con el SIMCA Rallye y luego con una barqueta Lola, siempre con los colores de Danone, Fermín se encontraba finalmente con el título de Campeón de España de Montaña absoluto en 1985, lo que le presentaba de nuevo la posibilidad de volver a la escena internacional. Durante estos años también participó en algunos rallyes con Jordi Pons como copiloto y en la Copa Fura de circuitos.

### Primeros éxitos en los prototipos y Fórmula 3000
En 1986, siendo el escenario el mundial de sport prototipos que estaba en auge, encuadrado dentro de la estructura del John Fitzpatrick Racing y con Emilio de Villota como compañero, el apoyo de Danone, y un Porsche 956B (del equipo oficial Rothmans, así como los satélites Kremer y Brun ya disponían del 962C); Vélez consiguió resultados destacados, como la cuarta plaza en las 24 Horas de Le Mans (inscritos como Danone Porsche España), el quinto puesto en los 1000 kilómetros de Silverstone o  el tercer puesto en los 1000 kilómetros de Nurburgring, lo que le sirvió para clasificar 19.º en la general de la temporada.
En 1987, y cuando lo lógico tras sus buenos resultados era haber escalado hacia arriba, Fermín no tiene más remedio que pasarse a la C2, que era la segunda división con coches más pequeños y menos potentes. En todo caso el cambio resulta a la larga positivo pues entra en el equipo oficial Spice, al lado del propio Gordon Spice y con el se convertirá en el primer campeón del mundo español (segundo internacional tras la victoria de Emilio de Villota en la Fórmula 1 Británica), al imponerse en 7 de las 10 carreras, 24 horas de Le Mans incluidas (6.º general) y lograr un brillante cuarto puesto en los 1000 kilómetros de Jerez. Con un bagaje tan importante en dos temporadas de prototipos, Fermín comenzó a sonar y el equipo oficial Jaguar se interesó en su fichaje, pero en unas cruciales pruebas en Silverstone destrozó uno de los prototipos del equipo, lo que le apartó de un asiento oficial. 
Aun así, gracias al buen hacer de Raimon Duran (su mánager desde el 86) consiguió mantener parte de apoyo de la firma que patrocinaba al equipo Jaguar: los cigarrillos Silk Cut. Junto con el patrocinador español Repsol, se enroló como corredor en un proyecto que creó el equipo de Fórmula 3000 Barcelona Motor Racing Ltd. con el Lola T88/50-Ford Cosworth V8 como montura. Fermín y la escudería sufrieron desde el principio, primero por una mala elección de chasis y después por no estar técnicamente a la altura de las escuderías participantes. La temporada fue un fracaso y Fermín ni siquiera la acabó.

### Vuelta a los Prototipos
Tras el fiasco, volvió al seno del equipo oficial Spice (Chamberlain Engineering, que era la estructura satélite de Spice en C2) para una nueva temporada en la categoría B del mundial de prototipos. Y de nuevo, esta vez con el británico Nick Adams como compañero, se alzaba con el título absoluto. Esta victoria le dio la oportunidad de retornar de nuevo a una de las máquinas C1, y como era lógico esta oportunidad se la daría el propio equipo Spice. 
En 1990 La temporada la comienza con un jarro de agua fría al no conseguir la clasificación para los 480 km de Suzuka haciendo pareja con el holandés Cornellius Cor Euser, si bien habría que decir en su descargo que fue la única carrera de aquel año que no corrió con el equipo oficial Spice, sino con el satélite Chamberlain y a los mandos del SE89C, no del SE90C que era el nuevo coche. A partir de los 480 km de Monza (segunda cita del año) Fermín estaría ya integrado en el equipo oficial, si bien la temporada estuvo marcada por los constantes cambios que tuvo en su acompañante, cambios propiciados por la falta de recursos del equipo Spice, que no nos olvidemos no dejaba de ser un constructor privado dentro de un mundo marcado por los grandes equipos de fábrica, o con gran apoyo de ellas.
Aun así, junto a Bruno Giacomelli obtuvo un meritorio tercer puesto en los 480 km de Silverstone tras los dos Jaguar oficiales de Martin Brundle-Alain Ferté y Jan Lammers-Andy Wallace, y otro excelente 4.º puesto final en la siguiente carrera de la temporada en el siempre difícil y espectacular Spa-Francorchamps siendo sólo superado por el Sauber Mercedes de Jochen Mass-Karl Wendlinger, el Jaguar de Jan Lammers-Andy Wallace y el Nissan de Julian Bailey-Kenny Acheson, todos ellos ex Fórmula 1 salvo en el caso de Andy Wallace, que en todo caso es todo un campeón de la Fórmula 3 Británica en 1986 y uno de los más grandes pilotos de prototipos de la historia.
Entre los compañeros de equipo que tuvo aquel año Fermín, además de los ya citados Euser y Giacomelli, también se encontraban el mexicano Bernard Jourdain, Eliseo Salazar (único chileno que llegó a la Fórmula 1, fue piloto oficial del TWR Jaguar en el mundial de sport e hizo 8 temporadas repartidas entre la Cart y la Irl) y Wayne Taylor (un clásico de las carreras de resistencia con 15 temporadas entre el mundial de prototipos, la IMSA, y las American Le Mans Series).

### Inicios en América
1990 significó un punto de inflexión en la carrera de Fermín Vélez, pues además de su ya relatada estancia en el mundial de sport comenzará su aventura norteamericana obligado, sin duda, por la iniciada carrera descendente que acabará en 1992 en la desaparición del mundial de sport prototipos. La alternativa americana, con carreras-espectáculo y suculentos premios en metálico para los pilotos, fueron la única salida que les quedó a los grandes nombres de la resistencia europea, Fermín entre ellos. Pero de nuevo, y casi como una constante a lo largo de toda su carrera, tuvo que entrar en los Estados Unidos por la puerta de atrás, no subido en un prototipo gordo de la clase GTP, sino en uno de los de la categoría pequeña, la Camel Lights. Una vez más Spice fue quien le dio la oportunidad en América, si bien en esta ocasión el camino fue aún más duro por cuanto Fermín se vio durante 4 temporadas acompañado constantemente por pilotos gentleman, con muchas ganas pero escaso talento, algo que se dejó notar ya que no pudo luchar por la victoria de una categoría en la cual había arrasado en el mundial por dos veces.
Tan sólo en 1992 Fermín gozó de cierta estabilidad al hacer todo el año con el británico Andy Evans a los mandos del Kuzdu del team Scandia, sin embargo esta pequeña mejora fue insignificante si tenemos en cuenta que 1993 se lo pasó prácticamente completo en casa ante la falta de patrocinio que tenía el team Scandia, lo que les obligaba a vender el asiento que de otra manera hubiera sido para Fermín, algo que en 1994 parecía continuar con apariciones esporádicas a los mandos de un Kuzdu o un Spice (siempre en Scandia).

### IRL y triunfos con Ferrari

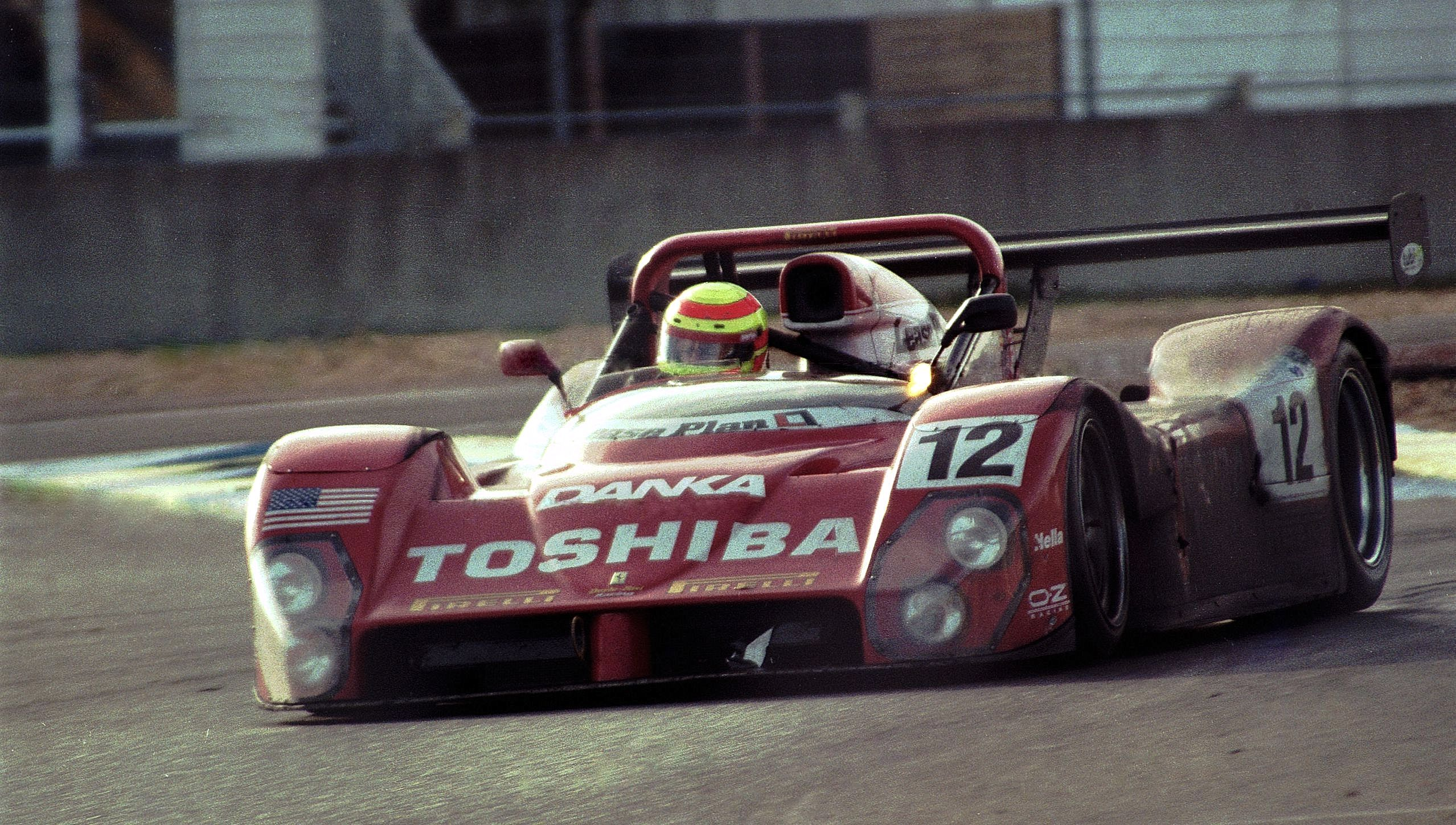
Fermín Vélez en las 24h de Le Mans 1998

El 10 de julio del 93, el Scandia Motorsport Team se presenta en Indianápolis para la disputa de las 2 horas de Indianápolis con un flamante Ferrari 333 SP para Andy Evans y Fermín Vélez, y estos logran un espectacular segundo puesto final que 14 días más tarde será refrendado con una victoria absoluta en Laguna Seca. 
Pero su gran año sería 1995 adjudicándose el título en solitario y venciendo las 12 Horas de Sebring junto a Andy Evans y Eric Van de Poele a lo mandos de la barqueta Ferrari, así como gran cantidad de podios o victorias, en compañía de Mauro Baldi o en solitario en las pruebas de Mosport, Halifax, Phoenix, Sears Point, Watkins Glen y Lime Rock y siempre dentro de la estructura del equipo Scandia.
En 1996 todo apuntaba a que el gran sueño de Fermín de competir en una gran fórmula de monoplazas por fin se iba a ver cumplido gracias a la entrada del equipo Scandia en las CART series, sin embargo, no fue en la CART, sino en la recién nacida IRL donde acabaría consiguiéndolo. Participó en seis carreras de la Indy Racing League durante las temporadas 1996 y 1996-97, incluyendo dos participaciones en las 500 Millas de Indianápolis: la primera con el Lola T95-Ford Cosworth V8 dorsal 34 con el que se accidentó en la vuelta 107 y con el Dallara/Aurora-Oldsmobile dorsal 33 con el que fue décimo. Los resultados no acompañaron excesivamente entre otras cosas porque los óvalos eran una novedad para él (a pesar de llevar tantos años corriendo en Norteamérica), pero lo importante es que Vélez era el segundo piloto de nuestro país que podía decir que había estado en una parrilla de salida de las 500 millas de Indianápolis después de muchísimo tiempo desde que lo hiciese el primero (Pierre de Vizcaya en 1923).
1997 y 1998 sirvieron para seguir engordando su palmarés con una nueva victoria en Sebring, en la clase P1 de las 24H de Le Mans y un segundo puesto en las 24 Horas de Daytona con idéntica montura y equipo (salvo en el 98 ya con Doyle Risi). Para entonces ya adolecía del malestar que le obligó a dejar de competir profesionalmente. Los médicos americanos detectaron la causa, pero en España el profesor Miguel Ángel Nalda Felipe (médico relacionado con la FEA) consiguió el diagnóstico certero. Tras los primeros tratamientos hizo su retorno en el Campeonato de España de GT en el 2000, el cual logró conquistar en su categoría GTB junto a Javier Díaz y también a los mandos de un Ferrari 360 Módena. Tras ese último logro volvió a centrarse en vencer su cáncer, pero Vélez falleció el 31 de marzo de 2003 a 3 días de cumplir 44 años. Desde ese año, las 24 Horas de Barcelona - Trofeo Fermín Vélez llevan su nombre en su honor.

## Palmarés
- 1975. Campeón de Cataluña de Karting
- 1976. Campeón de España absoluto de Karting
- 1977. 4.º Fórmula 1430
- 1978. Seleccionado para equipo nacional de F3 que disputaría la F3 inglesa
- 1982. Campeón de España de Montaña. Turismos. Talbot rallye, 1.º Subida Urkiola en su debut con barquetas. Lola-BMW
- 1984. 3.º Campeonato de España de Montaña Absoluto. Lola-BMW
- 1985. Campeón de España de Montaña Absoluto. Lola-BMW
- 1986. 5.º Campeonato del Mundo de Resistencia. Danone Porsche 956 C. Fitzpatrick Racing. Vélez-Villota, 4.º 24 Horas de Le Mans
- 1987. Campeón de la Copa del Mundo de Resistencia C2. Spice Pontiac, Campeón por equipos C2. Spice Pontiac, 11.º Campeonato del Mundo de Resistencia. Spice Pontiac, 1.º 24 Horas de Le Mans C2 6.º absoluto, 1º Español Campeón del Mundo de una categoría de automovilismo
- 1988. Participación en la F3000 Lola T88
- 1989. Campeón de la Copa del Mundo de Resistencia C2. Spice SE89C. Chamberlain Engineering. Vélez-Adams
- 1990. 15.º Campeonato del Mundo de Resistencia, Campeonato IMSA "lights" Spice C2
- 1991. Campeonato IMSA "lights" Spice C2
- 1992. 3.º Campeonato IMSA "lights" Kudzu DG-1 Buick
- 1994. Campeonato IMSA WSC. Spice WSC 94 & Ferrari 333 SP (Team Scandia), 1.º en 2 Horas de Laguna Seca (Ferrari 333 SP)
- 1995. Campeón IMSA. Ferrari 333 SP (Team Scandia), 1.º 12 Horas de Sebring
- 1996. IRL, segundo español participante en 500 Millas de Indianápolis pilotando un Lola Ford-Cosworth del Team Scandia
- 1997. Campeonato IMSA, 1.º 12 Horas de Sebring, IRL, 10.º 500 Millas de Indianápolis pilotando un Dallara-Oldsmobile del Team Scandia
- 1998. 6.º 12 Horas de Sebring, 1.º 24 Horas de Le Mans Prototipos. 8.º absoluto. Ferrari 333 SP
- 2000. Campeón de España de GTB. Ferrari 360 Módena, 6.º Campeonato de España de GT absoluto

## Resultados

### Fórmula 3000 Internacional
(Clave) (negrita indica pole position) (cursiva indica vuelta rápida)

| Año  | Equipo                 | 1       | 2      | 3       | 4       | 5   | 6      | 7       | 8      | 9      | 10  | 11  | Pos. | Puntos |
| ---- | ---------------------- | ------- | ------ | ------- | ------- | --- | ------ | ------- | ------ | ------ | --- | --- | ---- | ------ |
| 1988 | Repsol Silk Cut Racing | JER DNQ | VAL 13 | PAU DNQ | SIL DNQ | MNZ | PER 14 | BRH DNQ | BIR 12 | BUG 15 | ZOL | DIJ | NC   | 0      |

### Indy Racing League
| Año       | Escudería    | 1   | 2      | 3       | 4      | 5       | 6      | 7   | 8   | 9   | 10  | Ranking | Puntos |
| --------- | ------------ | --- | ------ | ------- | ------ | ------- | ------ | --- | --- | --- | --- | ------- | ------ |
| 1996      | Team Scandia | WDW | PHX 19 | INDY 21 |        |         |        |     |     |     |     | 22º     | 60     |
| 1996-1997 | Team Scandia | NH1 | LV1    | WDW 9   | PHX 14 | INDY 10 | TXS 25 | PIK | CMS | NH2 | LV2 | 26º     | 82     |

| Años | Escuderías | Carreras | Poles | Victorias | Podios | Top 10 | Campeonatos |
| ---- | ---------- | -------- | ----- | --------- | ------ | ------ | ----------- |
| 2    | 1          | 6        | 0     | 0         | 0      | 2      | 0           |

### 500 Millas de Indianápolis
| Año  | Chasis  | Motor         | Inicio | Final |
| ---- | ------- | ------------- | ------ | ----- |
| 1996 | Lola    | Ford-Cosworth | 28     | 21    |
| 1997 | Dallara | Oldsmobile    | 29     | 10    |

### 24 Horas de Le Mans
| Año  | Equipo                  | Copilotos                        | Automóvil          | Clase  | Vueltas | Pos. | Pos. Clase |
| ---- | ----------------------- | -------------------------------- | ------------------ | ------ | ------- | ---- | ---------- |
| 1986 | John Fitzpatrick Team   | Emilio de Villota George Fouché  | Porsche 956 C      | Gr. C1 | 48      | 4.º  | 4.º        |
| 1987 | Spice Engineering       | Gordon Spice Philippe de Henning | Spice SE86C - Ford | Gr. C2 | 321     | 6.º  | 1.º        |
| 1989 | Chamberlain Engineering | Jesús Pareja Hervé Regout        | Spice SE88C - Ford | Gr. C2 | 244     | DNF  | DNF        |
| 1990 | Spice Engineering       | Tim Harvey Chris Hodgetts        | Spice SE90C - Ford | Gr. C1 | 308     | 18.º | 18.º       |
| 1996 | Rocketsports Racing     | Yvan Muller Andy Evans           | Ferrari 333 SP     | WSC    | 31      | DNF  | DNF        |
| 1998 | Doyle-Risi Racing       | Eric van de Poele Wayne Taylor   | Ferrari 333 SP     | WSC    | 332     | 12.º | 1.º        |